# 梅拉加拉姆
梅拉加拉姆（Melagaram），是印度泰米尔纳德邦Tirunelveli县的一个城镇。总人口12860（2001年）。

## 人口
该地2001年总人口12860人，其中男性6338人，女性6522人；0—6岁人口1166人，其中男565人，女601人；识字率77.91%，其中男性为83.64%，女性为72.34%。